# Marulewy
Marulewy – wieś w Polsce, położona w województwie kujawsko-pomorskim, w powiecie inowrocławskim, w gminie Inowrocław.

## Podział administracyjny
W latach 1975–1998 miejscowość administracyjnie należała do województwa bydgoskiego.

## Demografia
Według Narodowego Spisu Powszechnego (III 2011 r.) wieś liczyła 177 mieszkańców. Jest 25. co do wielkości miejscowością gminy Inowrocław.

## Zabytki

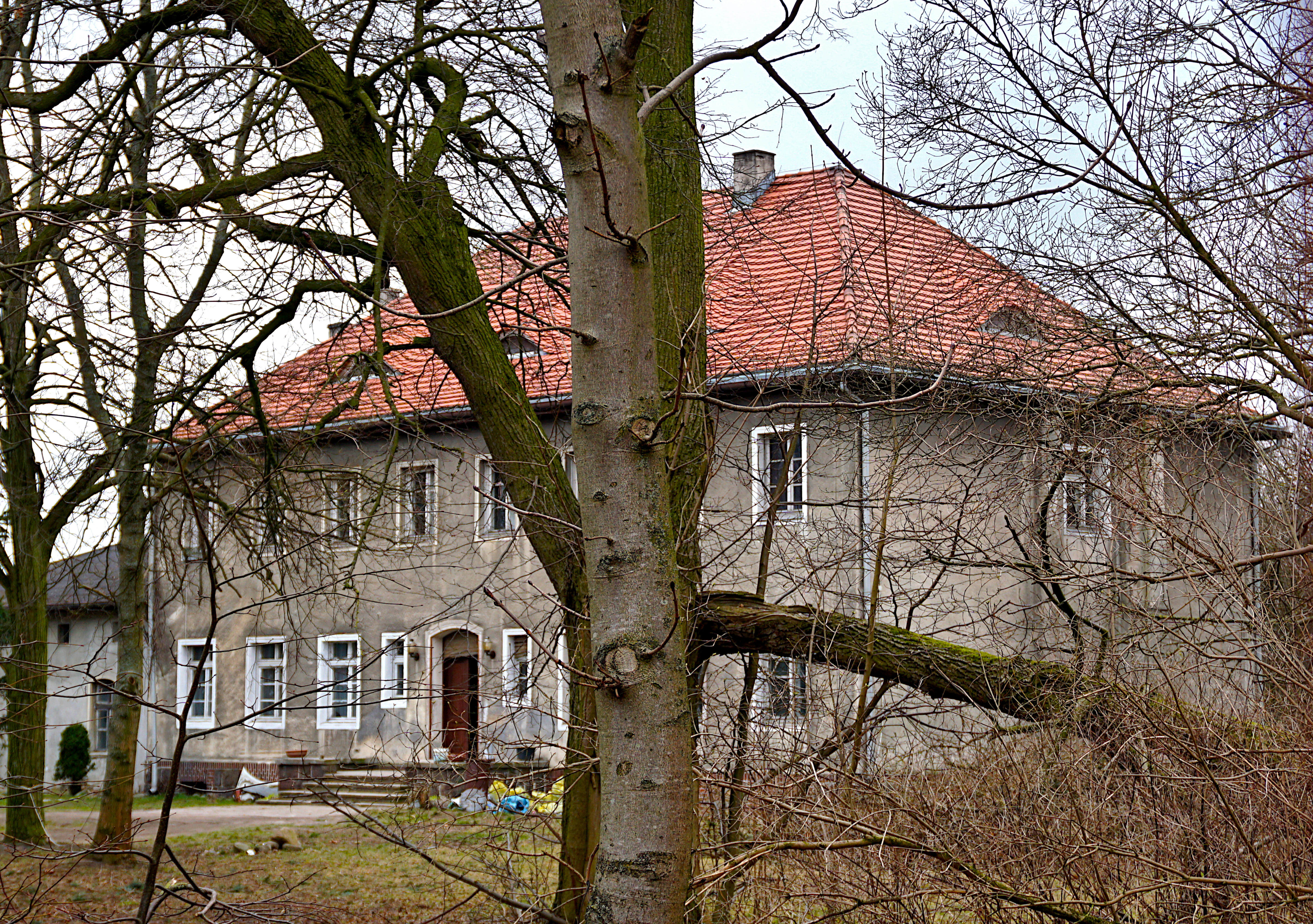
Dwór w Marulewach

Według rejestru zabytków NID na listę zabytków wpisany jest zespół dworski z k. XIX i XX w., nr rej.: 111/A z 26.04.1984:
- dwór (dec. pałac), l. 30 XX w.
- park
- budynek gospodarczy, po 1920.